# Сакура Харуно
Са́кура Хару́но (яп. 春野 サクラ Харуно Сакура) — одна из главных героев манги и аниме-сериала «Наруто», созданной Масаси Кисимото. Сакура изображена как куноити из Конохагакурэ («Деревня скрытого листа») и частью команды 7, которая состоит из неё, Наруто Удзумаки, Саскэ Утихи и их сэнсэя Какаси Хатаке. Сакура изначально страстно увлечена Саскэ, хвалит его на каждом этапе и презирает менее опытного товарища по команде Наруто. По ходу сериала она начинает избавляться от этой зацикленности и становится всё более благодарной и принимающей Наруто. Помимо основной серии, Сакура появилась в нескольких других сюжетах «Наруто», в частности, в сиквелах Naruto: The Seventh Hokage and the Scarlet Spring (2015) и Boruto: Naruto Next Generations (2016), где она изображается как врач по имени Сакура Утиха (яп. うちは サクラ Утиха Сакура).
Сакура стала главной героиней сериала, хотя она не была сразу предназначена для этой роли. У Кисимото возникли проблемы с выписыванием её характера, и ему пришлось вместо этого заострить внимание зрителя на её физических характеристиках, например, высоком лбе. Для второй части манги Кисимото переработал её костюм, чтобы сделать персонажа похожим на мастера боевых искусств, а также сделал Сакуру красивее. В японских адаптациях манги её озвучивает Тиэ Накамура, а Кейт Хиггинс озвучивает её в английской версии.
Многочисленные публикации в аниме и манге восхваляли и критиковали персонажа Сакуры. Первоначально было отмечено, что она является стереотипным персонажем сёнен, представляющим любовный интерес к главному герою, и, как говорили, она служила небольшой цели в начале сериала, помимо того, что была комическим облегчением. Её появление из этого стереотипа в ходе развития сериала отмечалось многими рецензентами. Среди читателей Наруто Сакура была популярна, занимая высокие места в некоторых опросах. В образе Сакуры было выпущено несколько товаров, таких как фигурки и цепочки для ключей.
Среди всех женских персонажей используется автором в сюжете наиболее часто. Кисимото, создавая образ девушки, сделал костюм Сакуры как можно более простым, что отличает его от тщательно проработанной одежды других персонажей. В переводе с японского языка «харуно» означает «весеннее поле», а «сакура» — это вишнёвое дерево, цветы которого исстари ассоциировали с самураями.
По сюжету, у этого персонажа существует и некая вторая личность, возникающая в её мыслях и называющая себя «Настоящей Сакурой». Этот приём использовался Кисимото в первой части манги с целью создания комедийного эффекта.

## Создание персонажа
При проектировании Сакуры Кисимото сосредоточился на её силуэте и создал костюм как можно проще. Это являлось расхождением по отношению к другими главными героями серии, чьи костюмы весьма детализированы. Легинсы являются наиболее заметным аспектом её дизайна, поскольку они призваны показать, что она очень активна. В начале серии её легинсы были длиной ниже колен, и были очень похожи на брюки. По мере продвижения по первой части произведения легинсы становились более короткими и обтягивающими. В противовес легинсам, Кисимото сверху одел Сакуру в платье в китайском стиле, чтобы показать её женственность. Как и его неопытность в рисовании женских персонажей, Кисимото не хватало опыта, необходимого, чтобы сделать Сакуру «милой», когда он впервые начал рисовать её; хотя он предполагал, что с тех пор её внешность стала более привлекательной, Кисимото и многие сотрудники, работавшие над мангой, согласились с тем, что Сакура была «далека от понятия „милая“» в начале серии. В ретроспективе он нашёл Сакуру одним из самых сложных персонажей для рисования, наравне с Саскэ Утихой. Кисимото спланировал отношения Саскэ и Сакуры ещё на ранних этапах производства манги. Что касается чувств Сакуры к Саскэ, Кисимото попытался прописать их настолько реалистично, насколько это было возможно, но в итоге получил жалобы от девушек о ней.
Самая известная черта внешности Сакуры — её широкий лоб. Из-за этого Кисимото иногда слишком много внимания уделяет его отрисовке в сценах или рекламных изображениях, где Сакура расположена на переднем плане. Это приводит к тому, что её лоб кажется слишком большим.

## В сюжете
Родилась в семье Мэбуки и Кидзаси Харуно. В первые годы обучения в Академии ниндзя Сакура была очень застенчивой; другие школьники часто подшучивали над ней из-за её широкого лба, поэтому она прикрывала его чёлкой. Тем не менее она сдружилась с самой популярной и талантливой девочкой Академии — Ино Яманакой, которая подарила ей ленту в знак дружбы. Сакура видела в Ино опору до тех пор, пока обе девушки не влюбились в Саскэ, единственного выжившего в кровавой резне клана Утиха. После этого Сакура решила стать для Ино соперницей.
После окончания Академии ниндзя Сакура вместе с лучшим учеником выпуска, Саскэ Утихой, и худшим, Наруто Удзумаки, была определена в команду № 7 под руководством дзёнина Какаси Хатакэ. Сакура уже во время первых миссий показала отличные знания и контроль чакры, а во время экзамена на звание тюнина, в Лесу Смерти, была вынуждена целую ночь защищать своих товарищей от ниндзя из Селения Звука, пока не подоспела помощь. Сложилось так, что в третье испытание экзамена прошло слишком много команд, и решением судей был назначен дополнительный раунд — бой один на один для сокращения числа участников вдвое. Лицом к лицу в испытании встретились Сакура и Ино, однако ни одна из них не прошла дальше, так как от нанесённых друг другу травм обе потеряли сознание.
Сакура, встретив Саскэ, когда тот решил покинуть Коноху, отправляясь к Оротимару за силой и знаниями, пыталась его отговорить. Несмотря на признание девушки в любви, готовность следовать за ним и предложение в помощи мести старшему брату, Саскэ не изменил своего решения. Произнеся «Сакура… Спасибо тебе…», он ударил её в затылок, таким образом лишив чувств. Придя в себя на следующий день, Сакура рассказала Наруто о произошедшем, и тот дал обещание во что бы то ни стало вернуть Саскэ. После провала миссии по возвращению беглеца Сакура, понимая, насколько она слаба по сравнению с двумя юношами, попросила новую хокагэ стать её учителем. Таким образом, все члены команды № 7 стали учениками Трёх Легендарных Ниндзя: Наруто — Дзирайи, Саскэ — Оротимару, Сакура — Цунадэ.
Спустя два с половиной года Сакура стала одной из первых, кто повстречал Наруто после его возвращения. После того, как из Деревни Песка пришло сообщение о похищении членами Акацуки ставшего Пятым Кадзэкагэ Гаары, на помощь своим соседям из Конохи поочерёдно было направлено две команды — Какаси (Наруто Удзумаки, Сакура Харуно) и Гая (Рок Ли, Тэн-Тэн, Нэдзи Хюга). Прибыв в Суну, команда Какаси узнала о серьёзном отравлении Канкуро, вступившего в бой с одним из похитителей, кукольником Сасори. После того, как яд из его тела не смогла извлечь Тиё, бабушка Сасори и одна из величайших ниндзя-медиков, Сакура предложила свою помощь. Навыки, которые она приобрела у Цунадэ, помогли извлечь почти весь яд из тела юноши и минимизировать нанесённый здоровью вред.
В то время, как члены команды Гая сражались с охранявшими логово Акацуки клонами, команда Какаси вступила в битву с членами организации. Какаси Хатакэ и Наруто отправились в погоню за Дэйдарой, а для битвы с Сасори остались Сакура и Тиё. С трудом им удалось победить Сасори, и тот перед смертью рассказал Сакуре о том, что в ближайшее время у него должна была состояться встреча со шпионом, которого он подослал к Оротимару после того, как Саннин был исключён из Акацуки.
Вернувшись в Коноху, Сакура и Наруто невзлюбили нового члена команды Сая, назвавшего Наруто «бесполезным бесполым засранцем», Сакуру — «злобной сучкой», а Саскэ — «гнусным червём». Однако необходимость выполнения миссии по поимке шпиона Сасори вынудила их сосуществовать в обновлённой команде под временным руководством Ямато. Однако они попали в ловушку — вместе с Кабуто, который и оказался бывшим шпионом, их поджидал Оротимару. После того как у Наруто, разозлённого словами Саннина, появился покров демона-Лиса, он, не ведая того, что совершал, ранил Сакуру. После того как Ямато запечатал силу девятихвостого, втроём с Сакурой и Наруто они находят логово Оротимару и Сая, который, как впоследствии оказывается, должен был убить Саскэ. Начинается сражение, Саскэ, Оротимару и Кабуто удаётся сбежать.
Во время нападения Пэйна на Коноху Сакура оказывала пострадавшим медицинскую помощь, не принимая участия в сражениях. После вступления Саскэ в Акацуки намеревается самостоятельно его убить. С помощью Рока Ли, Сая и Кибы обнаруживает следы Саскэ и, подобрав нужный момент, усыпляет их, отправляясь в одиночку к своей цели. Встретившись с Утихой, попадает под контратаку, но выживает благодаря подоспевшим Какаси и Наруто.
Во время Четвёртой мировой войны Сакура становится членом Третьей дивизии в качестве медика. Ей же удаётся первой обнаружить одного из многочисленных клонов Белого Дзэцу, проникших в стан союзников. Через некоторое время Сакура отправляется на поле боя, чтобы поддержать войска в битве с Тоби и Мадарой. В частности, она спасает Наруто, поддерживая его сердцебиение, после того как из него была извлечена часть Кюби, до тех пор, пока Обито не поместил в Удзумаки вторую его половину. После того как вместе с Какаси, Саскэ и Наруто сталкивается лицом к лицу с Мадарой, активирует Печать Инь на своём лбу, аналогичную той, что использует Цунадэ. После активации Мадарой Бесконечного Цукуёми остаётся одной из немногих, не погружённых в вечный сон.
После того как Чёрный Дзэцу предаёт Мадару и возрождает создательницу Кагую Оцуцуки (мать Рикудо Сэннина) в его теле, та перемещает Сакуру и её товарищей в другое измерение. Позже Сакура помогает Обито вытащить Саскэ из одного из измерений Кагуи, после чего принимает участие в сражении против Кагуи, благодаря чему Наруто и Саскэ удалось её запечатать. После победы вернулась из другого измерения благодаря Рикудо Сэннину.
Позже, когда Саскэ раскрывает о своих намерениях совершить революцию и готовится противостоять Наруто, Сакура пытается остановить его тем же способом, что и в то время, когда он покинул Коноху, признаваясь о своих чувствах к нему, на что тот в ответ погружает её в гэндзюцу, где якобы пронзает её насквозь, из-за чего Сакура теряет сознание. Через некоторое время Сакура приходит в себя и вместе с Какаси добирается до Долины завершения, где происходило сражение Наруто и Саскэ, после которого они оба лишились одной из рук; Сакура использует медицинские техники, чтобы остановить кровь. После завершения войны она с Какаси провожает Саскэ, который решил путешествовать по миру, после того как с него сняли все обвинения.
В финале манги «Наруто» показано, что у Саскэ Утихи и Сакуры Харуно родилась дочь Сарада.

## Отзывы и критика
В опросах журнала Weekly Shonen Jump на предмет популярности персонажей Сакуре неоднократно удавалось попасть в первую десятку и в первую пятёрку.
Рецензент сайта Anime News Network хвалил изменения в личности Сакуры, показанные в сериале «Наруто: Ураганные Хроники»: Сакура, слабая по сравнению с товарищами в первой части аниме, во второй раскрывает себя по-новому, представая более развитой и сильной. Ещё один отмеченный факт, влияющий на её роль в раскрытии сюжета произведения, — её признание в любви Наруто, ставящее вопрос, действительно ли она любит Удзумаки или просто хочет избавить его от страданий.